# Nicolaes Lachtropius
Nicolaes Lachtropius (ca. 1630 - Alphen aan den Rijn, 1711) was een Nederlands kunstschilder uit de periode van de Gouden Eeuw. Hij vervaardigde voornamelijk stillevens, met name met bloemen en vruchten, werkend in de stijl van Otto Marseus van Schrieck.
Lachtropius was een zoon van de gelijknamige predikant, ook bekend als Nicolaes Lachterop. Bekend is dat hij van 1656 - 1668 actief was in Amsterdam en vervolgens weer in Alphen aan den Rijn. Hier heeft hij voor de penningmeester van de Acht Westsluizen van Delfland een koets beschilderd en maakte daarvan gebruik, zo meldt het Nieuw Nederlandsch Biografisch Woordenboek, om bij deze persoon wat van zijn werken te deponeren om op die manier wat klandizie te trekken, die in Alphen niet ruim voorradig was.